# با عشق، سایمون
با عشق، سایمون (انگلیسی: Love, Simon) یک فیلم رمانتیک به کارگردانی گرگ برلانتی است که در ۱۶ مارس ۲۰۱۸ منتشر شد و درباره پسری دبیرستانی به نام سایمون اسپِیر (نیک رابینسون) است که همجنسگرا است که این موضوع را به کسی اعلام نکرده است.
این فیلم بر اساس رمان پرفروش و موفق سایمون در برابر مرام‌نامه هوموساپین‌ها به نویسندگی بکی آلبرتالی ساخته شده است.
با الهام از این فيلم،  سریالی با نام با عشق، ویکتور توسط ایزاک آپاکر و الیزابت برگر و به تهیه‌کنندگی نیک رابینسون ساخته شد و این سریال در ۱۷ ژوئن ۲۰۲۰ در هولو به نمایش درآمد و در ۱۵ ژوئن ۲۰۲۲ پس از سه فصل پایان یافت.

## بازیگران
- نیک رابینسون در نقش : سایمون
- خورخه لندبورگ جونیور در نقش : نیک
- کاترین لانگفورد در نقش : لیا
- الکساندرا شیپ در نقش :اَبی
- مایلز هایزر در نقش : دوست سایمون
- کینان لانسدیل در نقش : برَم
- لوگان میلر در نقش : مارتین
- جنیفر گارنر در نقش : مادر سایمون
- جاش دوهامل در نقش : پدر سایمون
- تونی هیل در نقش : معاون مدرسه

## نقش ها
نیک رابینسون در نقش سایمون اسپیر
کینان لانسدیل در نقش برم گرینفیلد
کاترین لانگفورد در نقش لیا برک
جاش دوهامل در نقش جک اسپیر
جنیفر گارنر در نقش امیلی اسپیر
الکساندرا شیپ در نقش اَبی سوسو
خورخه لندبورگ جونیور در نقش نیک آیزنر

## تولید
این اولین فیلم تولید شده توسط یک استودیوی بزرگ هالیوود بود که در آن یک قهرمان همجنس گرای نوجوان حضور داشت.

## پخش
کلمات "ساعت به ساعت یادداشت به یادداشت" را می توان بر روی دیوار اتاق سیمون دید که اشاره به ایمیل  سیمون است.("hourtohour.notetonote @ gmail .com")